# سلیمان دوم
سلیمان دوم (به زبان ترکی عثمانی: سلطان سلیمان ثانی؛ ۱۵ آوریل ۱۶۴۲ – ۲۲ ژوئن ۱۶۹۵) از سال ۱۶۸۷ تا سال ۱۶۹۱ بیستمین سلطان امپراتوری عثمانی و نود و نهمین خلیفه اسلامی بود. او فرزند ابراهیم یکم و برادر محمد چهارم بود که در کاخ طوپقاپو در استانبول زاده شد.
وی در دوران شاهزادگی در مدارس کاخ طوپقاپو آموزش ویژه‌ای دید و زیر نظر استادان گران‌مایه پرورش داده شد. او بیشتر عمر خود را در زندان به اصطلاح قفس گذراند. او در زندگی صاحب فرزند نشد. سلیمان دوم بعد از چهل سال حبس در قفس توانست برادرش را از سلطنت خلع کرده و به مقام امپراتور دولت عثمانی برسد. در زمان به سلطنت رسیدن سلیمان، برادرش احمد دوم در زندان به سر می‌برد. برای دنیا و تمام درباریان جای شگفتی بود که او بتواند با وجود حبس زمام دولت را به دست بگیرد. سلیمان دوم در داخل شهر استانبول مشغول به بررسی فعالیت‌های نوسازی شد. وی مسجدی در ازمیر ساخت. او بازار استانبول را نیز گسترش داد و حضور تجار غربی و چینی در این بازار در دوره او افزایش چشمگیر یافت. او سرانجام در سال ۱۵۹۱ به دلیل نارسایی کلیه فوت شد. او در مسجد سلیمانیه دفن شد.

## جنگ عثمانی و هابسبورگ
امپراتوری عثمانی در دوران سلطنت محمد چهارم به رهبری ساری سلیمان پاشا وارد جنگ با امپراتوری هابسبورگ شد و در نبرد موهاچ متحمل شکست سختی شد. با برکناری محمد چهارم و مدتی کوتاه پس از روی کار آمدن سلیمان دوم امپراتوری عثمانی از شکست در برابر امپراتوری هابسبورگ رنج می‌برد؛ بنابراین سلطان سلیمان دوم با وجود اینکه نمی‌توانست به نحو احسن بر مملکت فرمانروایی کند، به‌طور زیرکانه کوپرولو فضلی مصطفی پاشا را به سمت وزیر اعظم خود انتخاب کرد و به او مأموریت داد تا با سپاهی نیرومند شکست را جبران کند. در نهایت مصطفی پاشا با سپاهی فراوان و نیرومند و متشکل از ۶۰۰۰۰ نفر در تاریخ ۸ ژوئیه ۱۶۹۰ گلادوا و اوذشوا را بازپس گرفت. همچنین او توانست شهر نادی‌کانیژا را که در تاریخ ۸ اکتبر ۱۶۹۰ به سقوط کرده‌بود، تسخیر کند..

## نگارخانه

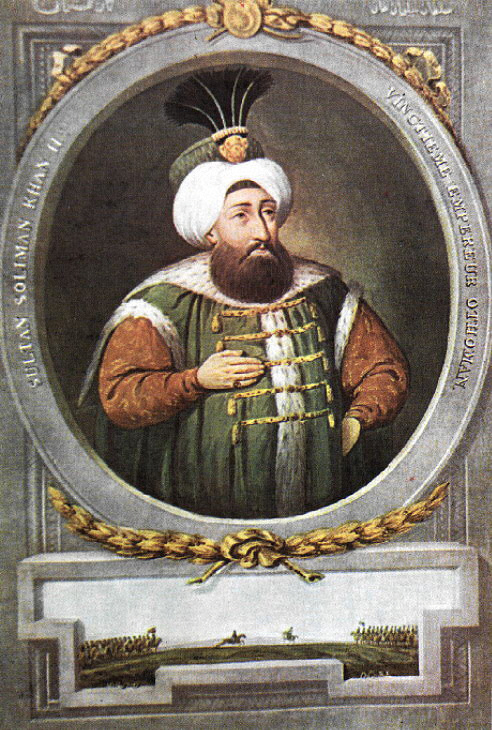
سلطان سلیمان ثانی
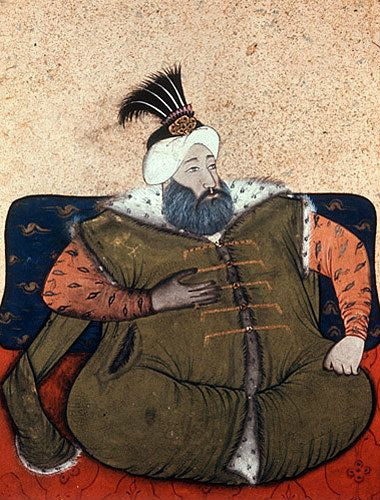
نگاره‌ای از سلیمان دوم
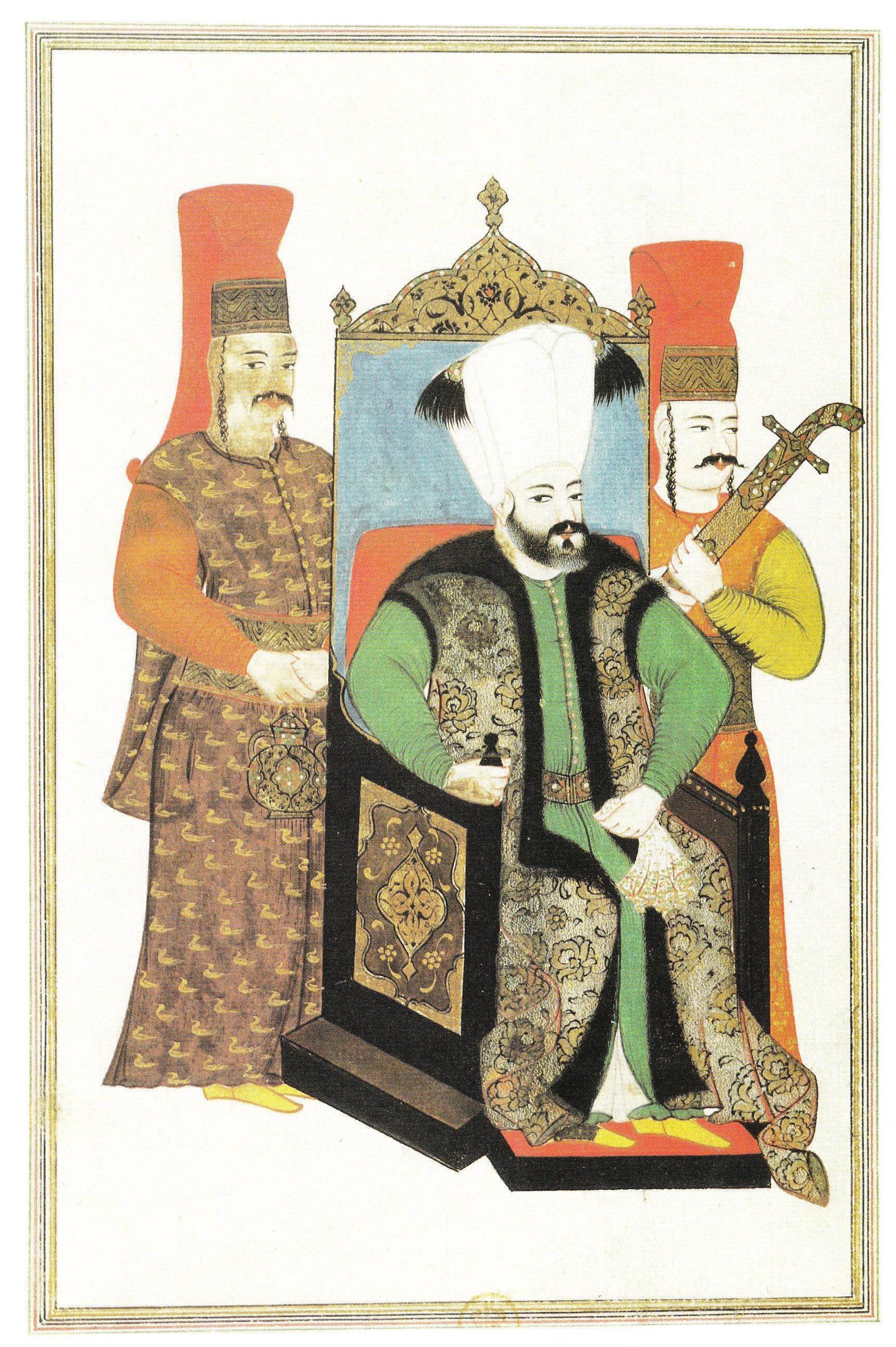
سلیمان ثانی نشسته بر تخت و دو ینی‌چری ایستاده در پشت سلطان
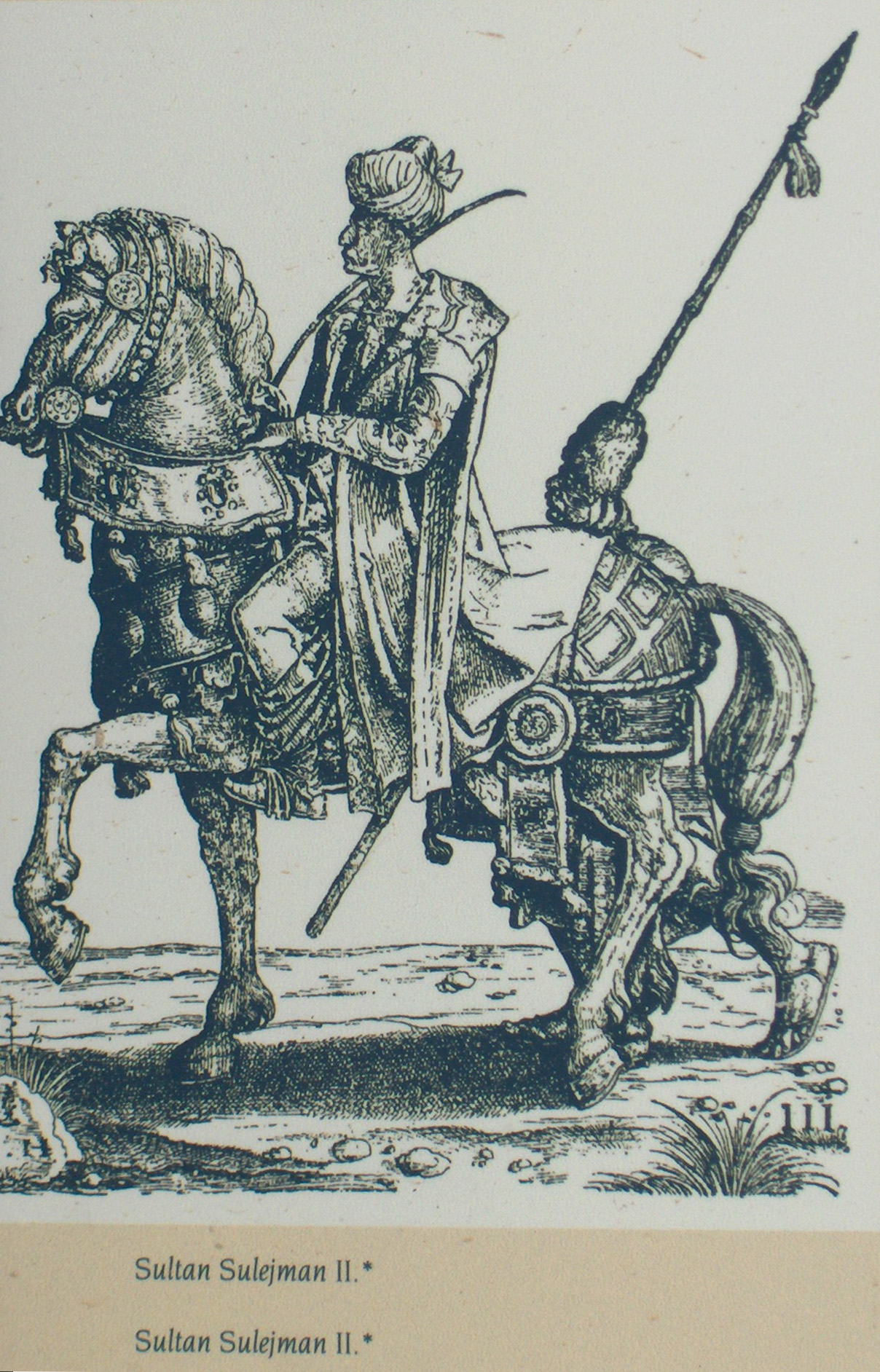
سلطان سلیمان خان سوار بر اسب
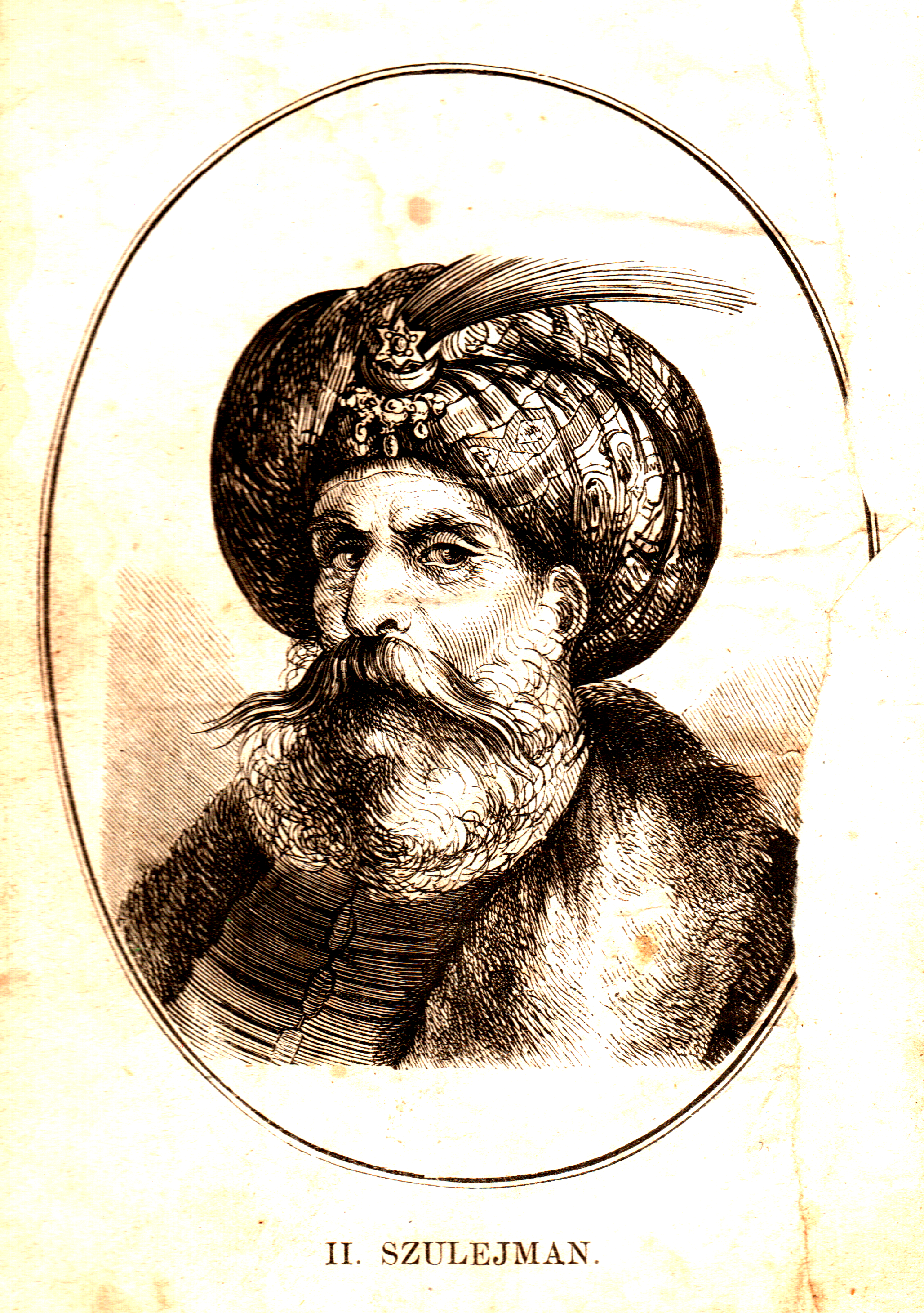
نگاره‌ای از سلطان سلیمان دوم